# Ворона (притока Бистриці-Надвірнянської)
Воро́на — річка в Україні, в межах Надвірнянського та Івано-Франківського району Івано-Франківської області. Права притока Бистриці-Надвірнянської (басейн Дністра)

## Опис
Довжина 81 км, площа басейну 699 км². Ширина долини від 40 м у верхів'ї до 1–1,2 км у низов'ї. Річище звивисте, з розвинутими алювіал. формами, є багато перекатів. Похил річки 3,86 м/км.
Живлення мішане. Льодостав нестійкий, триває від грудня до лютого–березня. Гідрологічний пост поблизу міста Тисмениця. Басейнова система густозаселена, освоєна землеробством. Тут активно розвиваються ерозійно-акумулятивні, карстові та зсувні процеси. Воду Ворони використовують для господарських потреб.

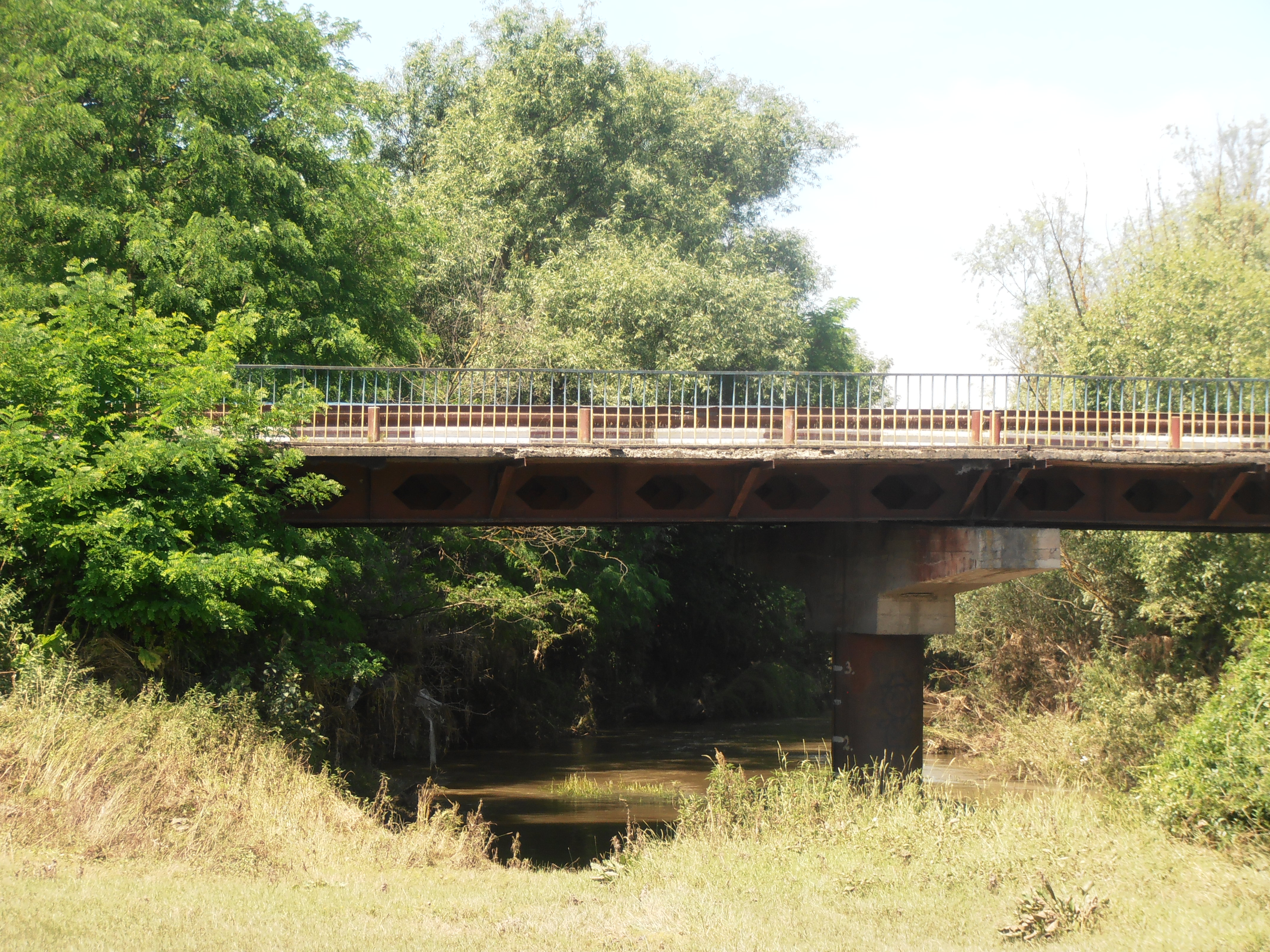
Ворона в Підпечерах

## Екологічна оцінка
| Показник                                       | Фактичне значення | ГДК (ОБУВ) | Перевищення нормативу, раз |
| ---------------------------------------------- | ----------------- | ---------- | -------------------------- |
| Азот загальний, мг/дм³                         |                   |            |                            |
| Біохімічне споживання кисню за 5 діб, мгО₂/дм³ | 2,8               | 3          | Немає                      |
| Завислі (суспендовані) речовини, мг/дм³        | 11                | 15         | Немає                      |
| Кисень розчинений, мгО₂/дм³                    | 9,3               | 4          | Немає                      |
| Сульфат-іони, мг/дм³                           | 41                | 100        | Немає                      |
| Хлорид-іони, мг/дм³                            | 29                | 300        | Немає                      |
| Амоній-іони, мг/дм³                            | 0,42              | 0,5        | Немає                      |
| Нітрат-іони, мг/дм³                            | 7,8               | 40         | Немає                      |
| Нітрит-іони, мг/дм³                            | 0,027             | 0,08       | Немає                      |
| Фосфат-іони (поліфосфати), мг/дм³              | 0,23              |            |                            |

## Основні притоки
- Полимський, Рокитна, Стримба, Студенець (ліві);
- Велесниця, Стебник, Отинський Потік (праві).